# Dimitrij Stepanovič Bortnjanski
Dimitrij Stepanovič Bortnjanski (ukrajinsko Дмитро Степанович Бортнянський), ukrajinski (ruski) skladatelj, * 28. oktober 1751, Gluhov, Ukrajina, † 7. oktober 1825, Sankt-Peterburg, Rusija.
Bortjanski je od leta 1759 prepeval v deškem zboru dvorne kapele v Sankt-Peterburgu, ki je bil tedaj glavno mesto carske Rusije. Tam je tudi študiral kompozicijo pri italijanskem mojstru Baldassaru Galuppiju, ki je bil med letoma 1765 in 1768 dirigent dvornega zbora. Ko se je Galuppi vrnil v Italijo, je Bortnjanski leta 1769 kot štipendist odšel v Benetke in se pri njem izpopolnjeval iz kompozicije. Deloval je kot pevec in dirigent v operi, hkrati pa je ustvaril mnogo uspešnih glasbenih del. Njegove najbolj znane opere iz tega obdobja so Creonte (Benetke, 1776), Quinto Fabio (Modena, 1778) in Alcide (Benetke, 1778).
Leta 1796 je postal prvi domači dirigent dvornega kapelnega zbora. V Sankt-Peterburg se je iz Italije vrnil leta 1779, komponiral pa je večinoma sakralno glasbo za potrebe ruske ortodoksne cerkve in nekaj oper v francoskem jeziku. Komponiral je tudi klavirske sonate in komorno glasbo.
Govoril je več jezikov: ukrajinščino, ruščino, italijanščino, francoščino in nemščino. Napisal je tudi melodijo priljubljene prostozidarske pesmi Коль славен - »kol slaven«, ki je postala znana v številnih priredbah besedila v ostalih evropskih jezikih. V Nemčiji je v povezavi s koralnim besedilom Gerharda Tersteegena postala del vojaške proslave Großer Zapfenstreich. Pred oktobrsko revolucijo leta 1917 je skladbo vsako opoldne zaigrala kremeljska vojaška godba.
Leta 1825 je Čajkovski uredil in izdal njegovo liturgično glasbo v desetih zvezkih. 
Pokopan je na pokopališču samostana Aleksandra Nevskega v Sankt-Peterburgu.